# Oetwil an der Limmat
Oetwil an der Limmat ist eine politische Gemeinde im Bezirk Dietikon des Kantons Zürich in der Schweiz. Ihr Mundartname ist Öötwiill.

## Geographie
Oetwil liegt im Limmattal auf 410 Metern über Meer. Die Gemeinde bedeckt eine Gesamtfläche von 276 Hektaren; 16 Prozent davon sind Siedlung, 4 Prozent dienen dem Verkehr, 37 Prozent der Landwirtschaft, und 39 Prozent sind Wald.

## Geschichte
Oetwil ist eine alemannische Gründung um 700 n. Chr. unter dem Namen Otenvilare.
Im Verzeichnis der Zinsschuldner des Klosters St. Gallen um das Jahr 850 wird Oetwil das erste Mal urkundlich erwähnt.

Oetwil an der Limmat, historisches Luftbild von vor 1937, aufgenommen von Walter Mittelholzer

## Wappen
Blasonierung:
In Rot ein sechszackiger goldener Stern

## Bevölkerung
In Oetwil leben 2560 Personen (Stand 2022). Davon haben 470 eine ausländische Staatsangehörigkeit, was 18,6 Prozent der Bevölkerung entspricht (Stand 2022).
| Bevölkerungsentwicklung | Bevölkerungsentwicklung |
| Jahr                    | Einwohner               |
| ----------------------- | ----------------------- |
| 1850                    | 250                     |
| 1900                    | 241                     |
| 1950                    | 258                     |
| 1960                    | 530                     |
| 1970                    | 651                     |
| 1980                    | 1434                    |
| 1990                    | 2048                    |
| 2000                    | 2096                    |
| 2010                    | 2295                    |
| 2020                    | 2529                    |
| 2022                    | 2560                    |

## Politik
Gemeindepräsidentin ist Rahel von Planta (FDP, Stand 2023).
Bei den Nationalratswahlen 2023 betrugen die Wähleranteile in Oetwil an der Limmat: SVP 42,84 % (+0,11), FDP 19,82 % (−3,72), glp 10,97 % (+0,47), SP 9,54 % (+1,52), Mitte 7,08 % (+0,82), Grüne 4,22 % (−1,94), EVP 1,70 % (+0,07), EDU 0,68 (+0,37).

## Wirtschaft
Gemäss Betriebszählung aus dem Jahr 2008 gibt es in Oetwil gesamthaft 88 Arbeitsstätten. Landwirtschaftliche Betriebe bestehen noch 3.

## Kultur
Die Angehörigen der Religionen teilen sich folgendermassen auf (Stand 2022): 25,0 % evangelisch-reformiert, 25,6 % römisch-katholisch und 49,4 % andere oder keine Konfession.
Das amtliche Publikationsorgan der Gemeinde Oetwil an der Limmat ist die Limmattaler Zeitung.

## Persönlichkeiten
- Stefan Angehrn (* 1964), ehemaliger Schweizer Profi-Boxer, wohnt in Oetwil an der Limmat
- Rudolf Bissegger (* 1950), Schauspieler, geboren in Oetwil an der Limmat
- Marc Würgler (* 1977), DJ und Musikproduzent (DJ Remady), wohnt in Oetwil an der Limmat